# Vietteania torrentium
Vietteania torrentium là một loài bướm đêm trong họ Noctuidae.